# مانويل أنطونيو رويدا غونزاليس
مانويل أنطونيو رويدا غونزاليس هو معلم موسيقى وكاتب وعازف بيانو ومؤلف وشاعر دومينيكاني، ولد في 27 أغسطس 1921 في محافظة مونتي كريستي في جمهورية الدومينيكان، وتوفي في 20 ديسمبر 1999 في سانتو دومينغو في جمهورية الدومينيكان.